# Далешиці
Далеши́це (пол. Daleszyce) — місто в південно-центральній Польщі.
Належить до Келецького повіту Свентокшиського воєводства.

## Демографія
Демографічна структура станом на 31 березня 2011 року:
|          | Загалом | Допрацездатний вік | Працездатний вік | Постпрацездатний вік |
| -------- | ------- | ------------------ | ---------------- | -------------------- |
| Чоловіки | 1481    | 308                | 1038             | 135                  |
| Жінки    | 1484    | 268                | 912              | 304                  |
| Разом    | 2965    | 576                | 1950             | 439                  |